# 我们诞生在中国

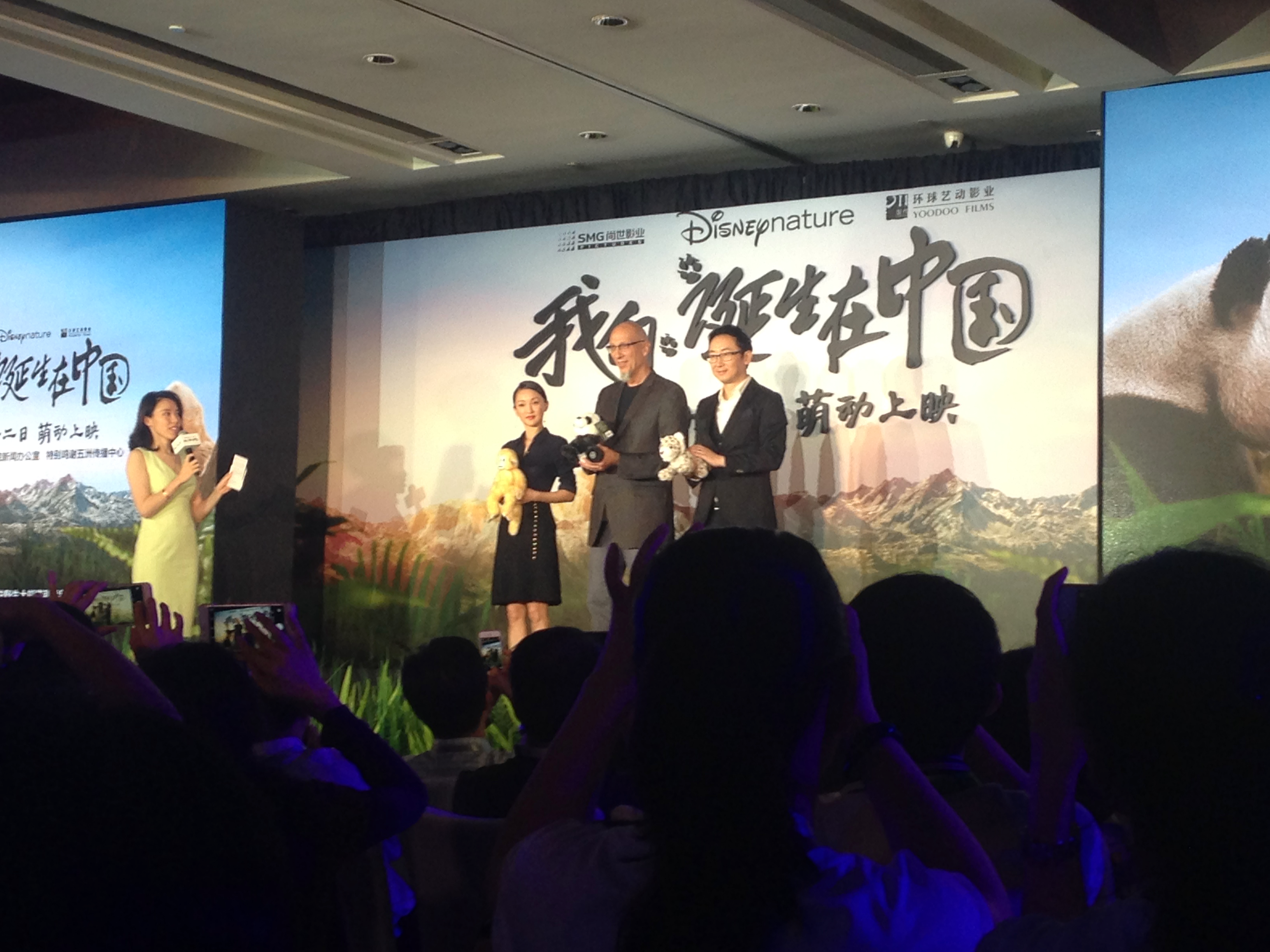
《我们诞生在中国》中国北京首映礼

《我们诞生在中国》（英語：Born in China，海外地區和Disney+上稱為《誕生在中國》）是2016年陆川导演执导的动物题材纪录电影，由迪士尼自然和上海文化广播影视集团有限公司合资制作。电影2016年8月12日在中国上映。2017年4月21日在美国上映，选择在世界地球日前一天。

## 剧情
电影主要讲述了一只名叫达娃的雪豹和她的宝宝，一只叫淘淘的川金丝猴，一只名叫丫丫的雌性大熊猫和她的女儿美美以及一只母藏羚羊的故事。
中国版本由周迅担任叙述者，美国版本则由约翰·卡拉辛斯基担任叙述者。